# Sintin
Sintin je ogljikovodik s formulo C10H16. Uporabljal se je kot raketno gorivo na sovjetski raketi Sojuz. V primerjavi s kerozinom (RP-1) ima manjšo viskoznost in večjo kurilno vrednost, kar pomeni za okrog 10 sekund večji specifični impulz na raketah.
Po razpadu Sovjetske zveze se je proizvodnja zmanjšala.